# Есенкаракызы, Ханбиби
Ханбиби Есенкаракызы (каз. Ханбибі Есенқарақызы род. 30 июня 1949, Сарыагашский район, Южно-Казахстанская область, СССР) — казахская поэтесса, журналист, заслуженный работник Казахстана (1998). Лауреат Международной литературной премии «Алаш» (2012), кавалер орденов «Барыс» 3 степени (2021) и «Парасат» (2008).

## Биография
Родилась в 1949 году в Сары-Агачском районе Южно-Казахстанской области. Казашка.
Отец — Жанаманов Есенкара, ныне покойный, был сельским учителем. Мать — Батыршаева Гульзия (1922 г. р.), пенсионерка, была культработником, возглавляла «Красную юрту».
В 1972 году окончила филологический факультет Чимкентского педагогического института, преподаватель казахского языка и литературы.
С 1972 года — учитель средней школы им. Макаренко, литературный сотрудник районной газеты «Сарыагаш», редактор областного телевидения и радио Южно-Казахстанской области, председатель Фонда милосердия и здоровья, председатель областного общества «Қазақ тілі», начальник областного управления культуры Южно-Казахстанской области, директор областной филармонии им. Ш. Калдаякова;
С 2003 года — директор Южно-Казахстанского областного музея жертв политических репрессий;
С 1986 года — Член Союза писателей СССР, член Союза писателей Казахстана, член правления Союза писателей Казахстана;.

## Творчество
- Автор поэтических и прозаических книг «Қанат қақты», «Бұлтсыз аспан», «Жұлдызым», «Жангүлім», «Махаббатым мәңгілік», «Шындыққа қарай жүздім», «Сыр кітабы», «Жыр кітабы», «Жан айқайы», «Ай туады бозарып», «Күн шығады қызарып»; сборника избранных произведений в 6 томах (издательство «Жазушы», 2009); текстов известных песен «Нұрықамал», «Алтынай», «Дос іздедім», «Көңіл-гүл», «Махаббат өмірлері». Её стихи переведены на русский, украинский, якутский, узбекский и киргизский языки.[2].

## Награды
- 1998 — присвоено почётное звание «Қазақстанның еңбек сіңірген қызметкері» (Заслуженный работник Казахстана);
- 2006 — Почётный гражданин Сарыагашского района;
- 2008 — Указом президента РК награждена орденом «Парасат» — за большой вклад в развитие отечественной поэзии.;
- 2010 — Золотая медаль имени Сергея Есенина от Ассоциации международного Союза писателей;
- 2012 — Международная литературная премия «Алаш» Союза писателей Казахстана;
- 2013 — Почётный гражданин города Шымкент;
- 2018 — Почётный гражданин Туркестанской области;
- 2021 (2 декабря) — Указом президента РК награждена орденом «Барыс» 3 степени — за заслуги в национальной литературе и общественную активность.;
- Правительственные медали, в том числе:
  - Медаль «10 лет независимости Республики Казахстан» (2001);
  - Медаль «10 лет Астане» (2008);
  - Медаль «20 лет независимости Республики Казахстан» (2011);
  - Медаль «20 лет Конституции Республики Казахстан» (2015);
  - Медаль «20 лет Ассамблеи народа Казахстана» (2015);
  - Медаль «25 лет независимости Республики Казахстан» (2016);
  - Медаль «20 лет Астане» (2018);
  - Медаль «30 лет независимости Республики Казахстан» (2021);